# Định luật phóng xạ
Mỗi chất phóng xạ được đặc trưng bởi thời gian T gọi là chu kỳ bán rã, cứ sau mỗi chu kỳ này thì 1/2 số nguyên tử của chất ấy đã biến đổi thành một chất khác.

## Trường hợp phóng xạ đơn
Tức là quá trình chỉ bao gồm một lần phóng xạ.
Số hạt nhân còn lại sau thời gian t (N(t)) bằng số hạt nhân ban đầu (N0) nhân với e-λt
N(t)=N0e-λt (1)
Với λ là hằng số phân rã hay xác suất phân rã.
Vì chúng ta không thể biết trước một hạt nhân sẽ phân rã lúc nào nên để mô tả hiện tượng phân rã phóng xạ, ta đưa vào đại lượng trên: hằng số phân rã cũng là xác suất để một hạt nhân phân rã trong một đơn vị thời gian. Hằng số phân rã là đặc trưng cho mỗi loại hạt nhân.

## Trường hợp phóng xạ chuỗi
Ta chỉ xét quá trình gồm hai lần phóng xạ liên tục.
N1(t) = N10e-λ1t
N2(t) = {\displaystyle {\frac {N_{20}\lambda _{1}}{\lambda _{2}-\lambda _{1}}}} (e-λ1t-e-λ2t) + N20e-λ2t
Với N1(0)=N10 và N2(0)=N20

## Một số công thức liên quan
Mối quan hệ giữa λ và T:
{\displaystyle T={\frac {ln2}{\lambda }}}
T là chu kì bán rã.
Mối quan hệ giữa thời gian sống trung bình τ và λ:
τ {\displaystyle ={\frac {1}{\lambda }}}
Như vậy thời gian sống trung bình tỷ lệ nghịch với hằng số phân rã.
Ta có thể viết công thức (1) theo τ:
N(τ)=N0e-t/τ=N0/e
Ta có thể kết luận là sau thời gian τ số nhân giảm e lần.